# 芒斯 (默尔特-摩泽尔省)
芒斯（法語：Mance，法語發音：[mɑ̃s]）是法国默尔特-摩泽尔省的一个旧市镇，属于布里埃区。
2017年1月1日，芒斯与市镇布里埃、芒雪勒合并为新市镇瓦勒德布里埃，新市镇为默尔特-摩泽尔省的副省会。

## 地理
芒斯（49°16'7"N, 5°54'59"E）面积7.39 平方千米，位于法国大東部大區默尔特-摩泽尔省，该省份为法国东北部内陆省份，是洛林的一部分，北邻比利时、卢森堡，北起顺时针与摩泽尔省、下莱茵省、孚日省和默兹省接壤。
与芒斯接壤的市镇（或旧市镇、城区）包括：阿努、阿夫里勒、贝坦维莱尔、布里埃、朗泰方丹、芒雪勒。

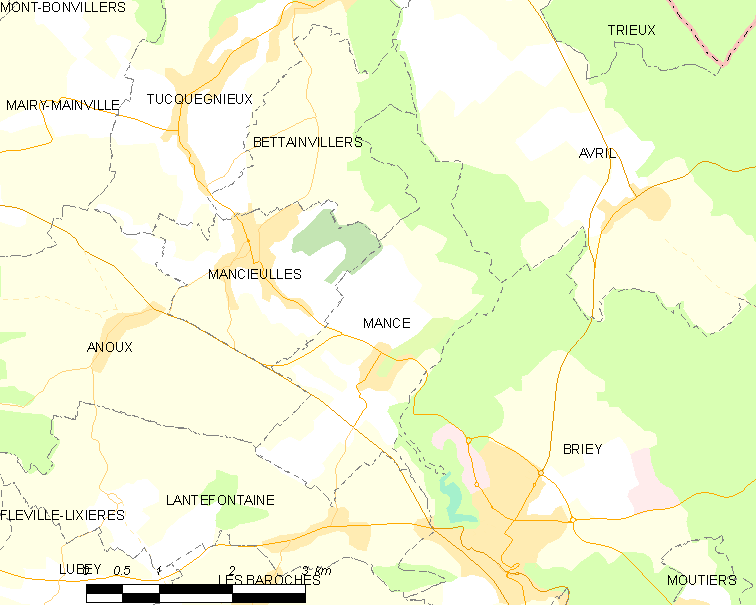
的OSM定位图

芒斯的时区为UTC+01:00、UTC+02:00（夏令时）。

## 行政
芒斯的邮政编码为54150，INSEE市镇编码为54341。

## 政治
芒斯所属的省级选区为布里埃地区县。

## 人口

1962-2008年间人口变化图示

芒斯于2018年1月1日时的人口数量为613人。